# كارولين أوغستا من بافاريا
كارولين أوغستا من بافاريا (بالألمانية: Karoline Auguste von Bayern )‏ (و. 1792 – 1873 م) هي عقيلة ملك، من ألمانيا، ولدت في مانهايم، توفيت في فيينا، عن عمر يناهز 81 عاماً.

## جوائز
حصلت على جوائز منها:
- جولدن روز  [لغات أخرى]‏.